# Dogielinotus moskvitini
Dogielinotus moskvitini is een vlokreeftensoort uit de familie van de Dogielinotidae. De wetenschappelijke naam van de soort is voor het eerst geldig gepubliceerd in 1930 door Derzhavin.